# Jean Médecin (tramway de Nice)
Jean Médecin est une station souterraine de la ligne 2 du tramway de Nice. Elle est située sur le boulevard Victor-Hugo, à proximité de l'avenue Jean-Médecin où se situe la station homonyme de la ligne 1, située elle à la surface.
Elle est ouverte depuis le 28 juin 2019.

## Situation sur le réseau
Établie en souterrain et en surface, la station Jean Médecin est située sur les lignes 1 et 2 du tramway de Nice.
La station de surface, située sur l'avenue Jean-Médecin, est desservie par la ligne 1 et est positionnée entre les stations Gare Thiers et Masséna. La station souterraine, située sous le boulevard Victor-Hugo, est desservie par la ligne 2 et est positionnée entre les stations Durandy et Alsace-Lorraine.

## Histoire
La station souterraine est ouverte le 28 juin 2019, dans le cadre de l'extension de la ligne 2 du tramway. La station de la ligne 1 est quant à elle ouverte depuis le 24 novembre 2007.

## Services aux voyageurs

### Accès et accueil
Elle est située au croisement de l'avenue Jean-Médecin, du boulevard Victor-Hugo, du boulevard Dubouchage et de la rue Longchamp.
La station souterraine est accessible depuis trois entrées différentes : deux sur le boulevard Victor-Hugo, l'une entre les rues Melchior-de-Vogüé et Raynardi et l'autre face à l'avenue Jean-Médecin, et une sur le passage Victor-Hugo.

### Intermodalité
La station est desservie par la ligne 8 du réseau de bus, via l'arrêt Longchamp situé à proximité.

## Conception artistique
L'oeuvre de la station est intitulée « La Liberté » et a été réalisée par Stéphane Pencréac'h.

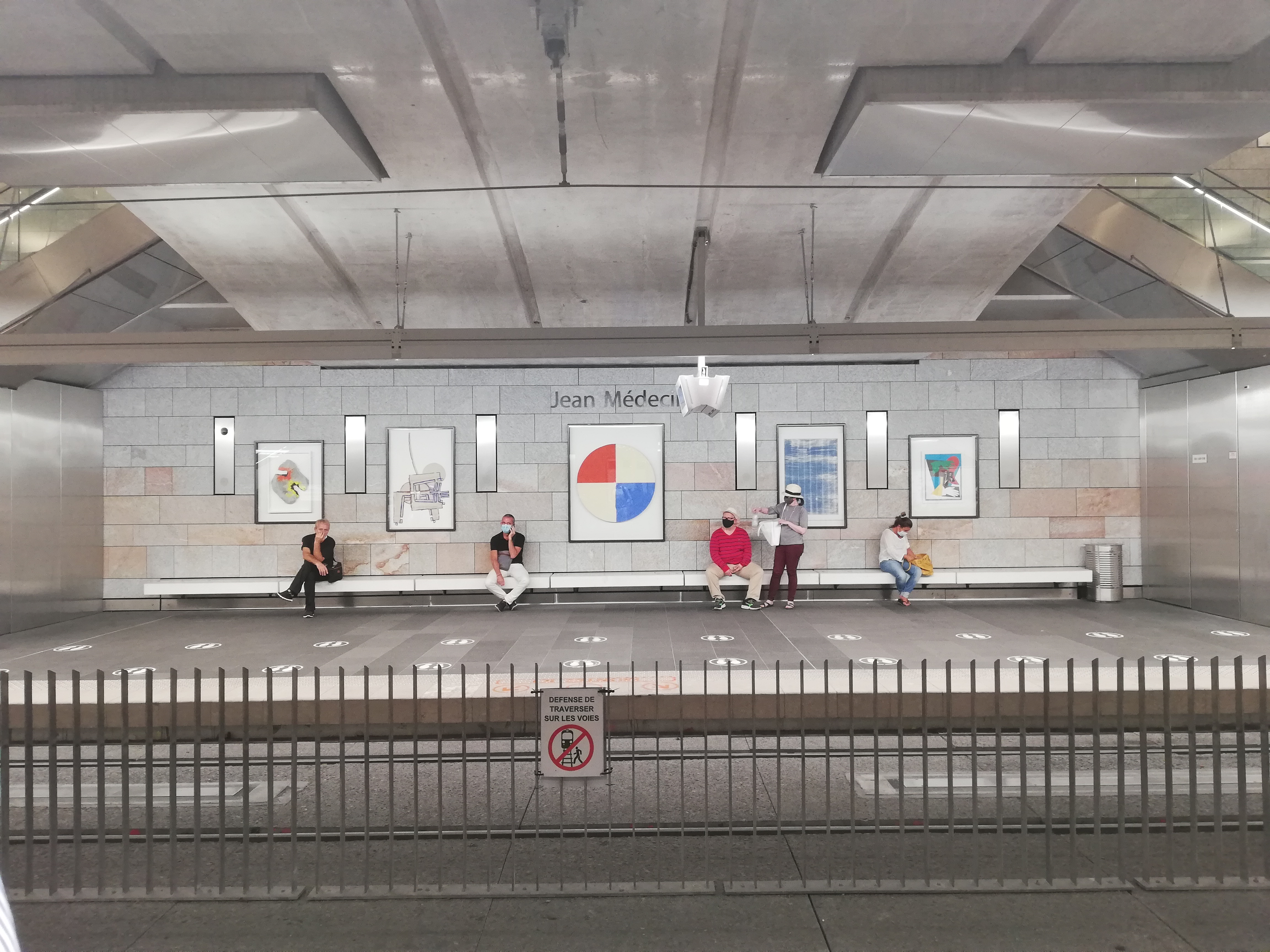
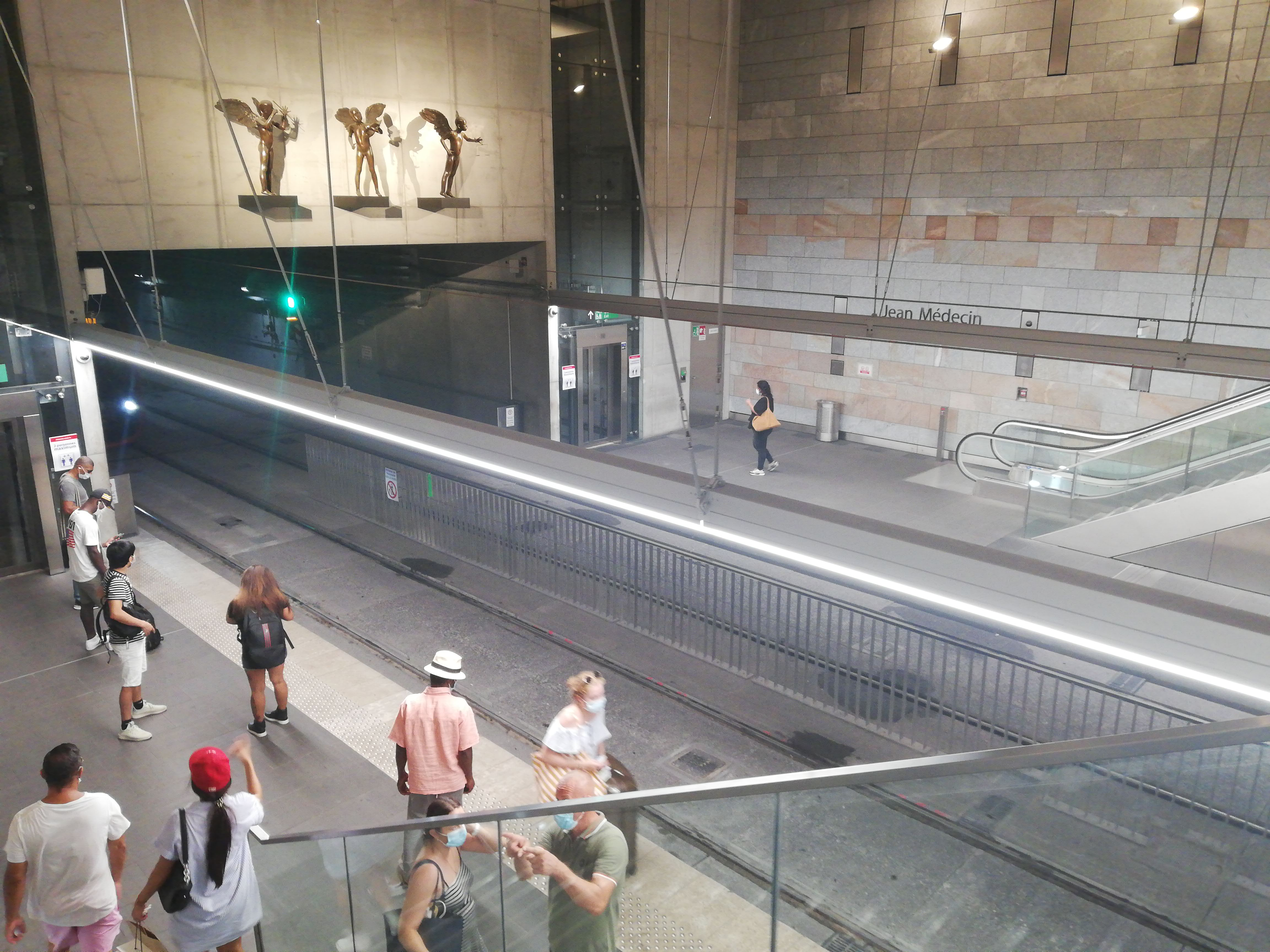